# Стопиа, Катарина
Катарина Стопиа (швед. Catharina Stopia; ум. после 2 апреля 1657) ― первая женщина-дипломат в Швеции. Посол Швеции в России в 1632―1634 гг.
В 1620 году вышла замуж за Юхана Мёллера, который был назначен в качестве посла Швеции в России в 1630 году. Стопиа (как в то время было распространено в Швеции, она не использовала имя супруга), поехала вместе с ним на службу в Москву.
Когда Юхан Мёллер умер в 1632 году, Катарина Стопиа была официально уполномочена Риксродом продолжать работу своего покойного супруга, заменив его на посту руководителя шведского посольства. Во время ее работы, она успешно завершила переговоры относительно развития торговых отношений между Швецией и Россией. Однако, позже она испытывала серьёзные трудности при своей работе в России. Однажды посольство было атаковано и сожжено. В 1634 году она была вынуждена бежать в Швецию.
Вышла замуж за подполковника Кристоффера Ягова около 1637 года. Последнее упоминание о ней в исторических источниках датируется 2 апреля 1657 года.